# Холмская жестянобаночная фабрика
Холмская жестянобаночная фабрика (официально — Открытое акционерное общество «Холмская жестянобаночная фабрика», сокращённо — ОАО «Холмская ЖБФ», ОАО «ХЖБФ») — российская компания-производитель металлической консервной тары для пищевой продукции, одна из крупнейших в России и вторая по мощности на Дальнем Востоке после Находкинской жестянобаночной фабрики. Расположена в южной части города Холмск Сахалинской области.

## История

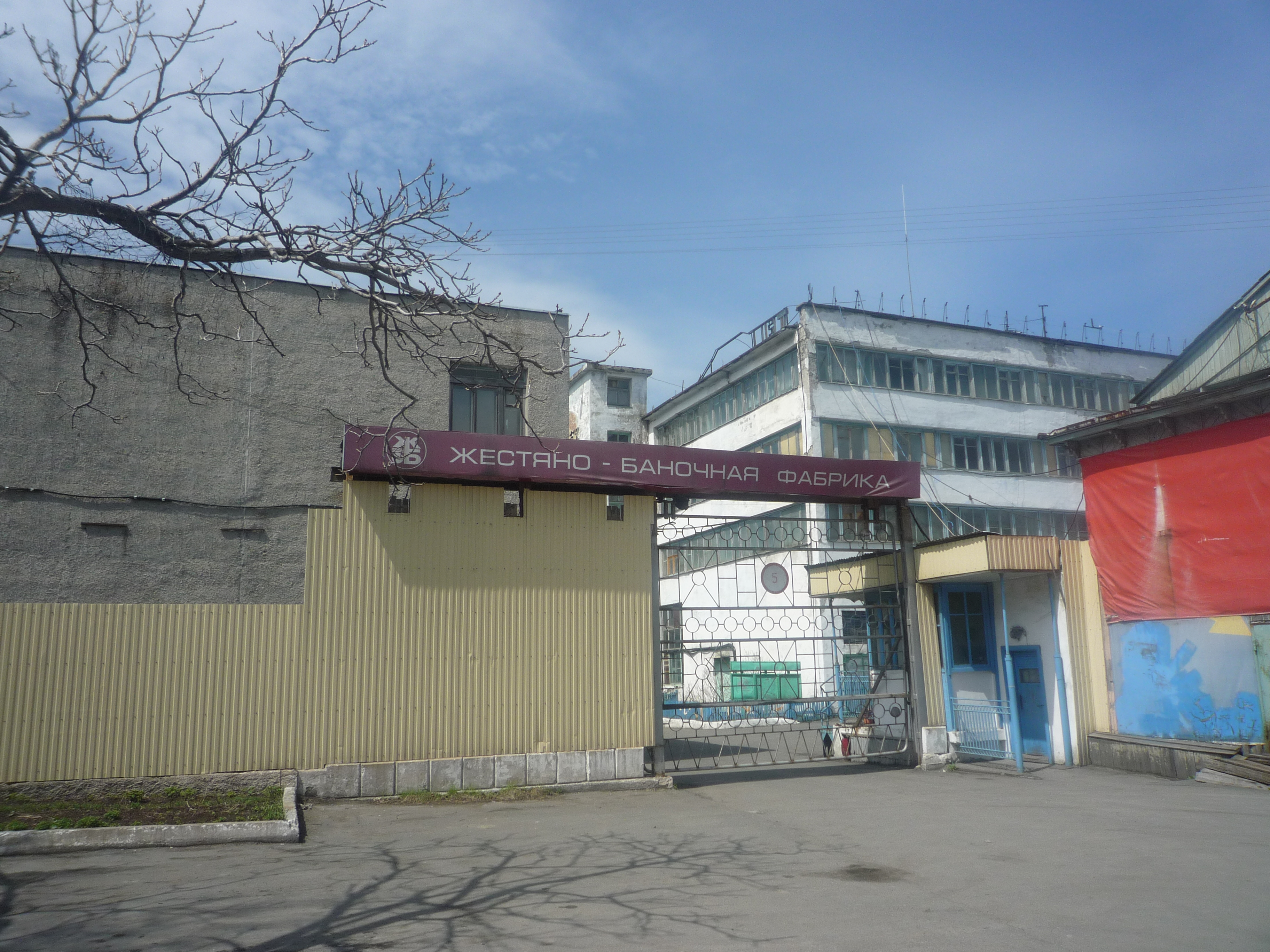
Цех жестянобаночной фабрики

Холмская лакобаночная фабрика вступила в строй действующих в июне 1950 года. Потребность в строительстве жестянобаночной фабрики была вызвана тем, что на Сахалине, а в особенности на его западном побережье, находилось много береговых рыбоперерабатывающих предприятий, здесь был сосредоточен рыбодобывающий и рыбоперерабатывающий флот. В Холмске находятся два крупнейших в области порта и причальные сооружения, проходят автомобильные дороги и железнодорожные пути. В связи с большой потребностью в банкотаре для укладки рыбопродукции и изготовления рыбных консервов возникла необходимость в размещении в городе Холмск баночного производства.
За первый год своей деятельности фабрика выпустил 2 млн банок. Вначале фабрика входила в состав Западного рыбоконсервного комбината, в 1967 году была переименована по приказу главного управления рыбной промышленности Дальнего Востока в Холмский консервно-баночный комбинат. 1 марта 1979 года Холмская жестянобаночная фабрика была выделена в самостоятельную единицу. 20 марта 1997 года постановлением № 17 администрации города Холмск и Холмского района фабрика была зарегистрирована как ОАО «Холмская жестянобаночная фабрика».

## Деятельность
Основной деятельностью общества является выпуск металлической банкотары под рыбные консервы. Продукция предназначена для рыбоперерабатывающих предприятий Сахалинской области и Камчатского края, а также частично для Приморского края.
Имея в наличии линии для лакирования, литографирования жести, а также автоматические линии, выпускающие сборную банку с паяным и сварным швом, штампованную банку из листовой жести, банку под пресервы ёмкостью до 7 кг со сплющенным корпусом, предприятие занимает особое место, а выпускаемая банкотара пользуется повышенным спросом. Производственные мощности, которыми обладает общество, позволяют выпускать до 200 млн банок в год, в том числе: банок № 6 — до 160 млн штук, банок № 22 (икорная) — до 40 млн штук. Исходя из показателей работы последних пяти лет, резерв использования производственных мощностей на 1 января 2009 года составил 50 % по выпуску банки № 6 и 80 % по выпуску банки № 22.
Для постоянного поддержания производственных мощностей в рабочем состоянии на предприятии производится ежегодно планово-предупредительный ремонт (ППР) оборудования по утверждённому графику и расчётным сметам на все необходимые виды ремонтов по категориям сложности. Приобретаются и изготавливаются новые запасные части (имеется механический участок с парком станков), производится модернизация оборудования. На эти цели в 2009 году было направлено 2 млн рублей собственных средств.

### Показатели работы
| Год                                        | 2008    | 2009    |
| ------------------------------------------ | ------- | ------- |
| Оборот (тыс. руб.)                         | 543 035 | 733 290 |
| Выпуск банкотары (тыс. штук), в том числе: | 107 854 | 78 886  |
| Банка № 6 лакированная (тыс. штук)         | 101 097 | 71 889  |
| Банка № 6 литографированная (тыс. штук)    | 1 465   | 0       |
| Банка № 22 лакированная (тыс. штук)        | 267     | 572     |
| Банка № 22 литографированная (тыс. штук)   | 4 820   | 6 228   |
| Банка № 25 сплющенный корпус (тыс. штук)   | 205     | 197     |
| Среднесписочная численность (чел.)         | 321     | 289     |
| Средняя з/плата (руб.)                     | 15 489  | 16 262  |

Снижение экономических показателей за 2009 год (по сравнению с 2008 годом) связано с уменьшением выпуска консервной продукции рыбоперерабатывающими предприятиями Сахалина и отправкой замороженной продукции на материк. Кредиторская задолженность имеется по расчётам за материалы, кредиты, задолженности по зарплате нет. Дебиторская задолженность увеличилась за счет ухудшения конъюнктуры рынка у отдельных клиентов.